# Willem Bartel van der Kooi
Pour les articles homonymes, voir Bartel et Kooi.
Willem Bartel van der Kooi, né le 13 mai 1768 à Augustinusga et mort le 14 juillet 1836 à Leeuwarden, est un peintre portraitiste et professeur de dessin néerlandais.

## Biographie

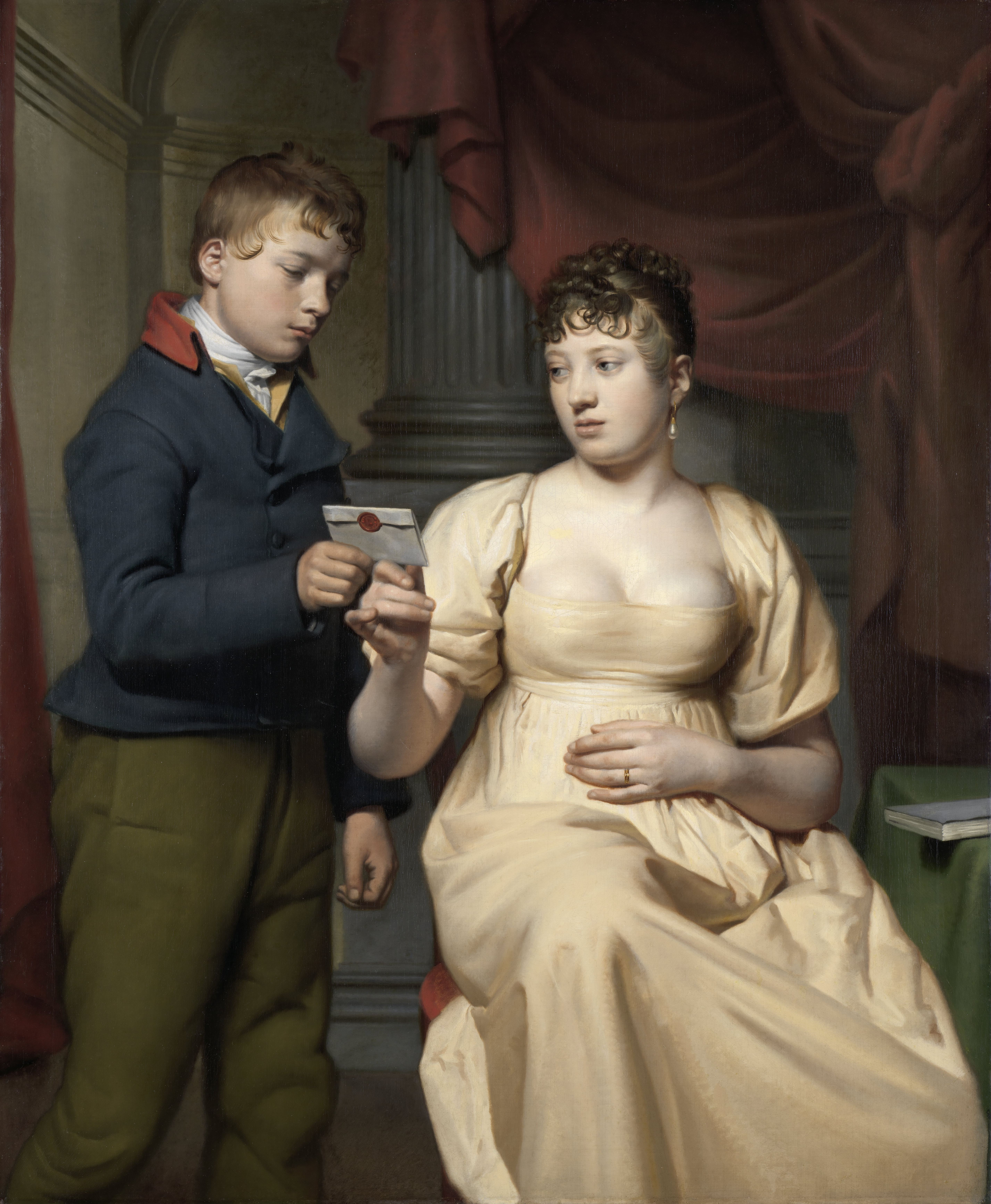
La Lettre d'amour par Willem Bartel van der Kooi, 1808.

Willem Bartel van der Kooi est le fils de Binne van der Kooi, clerc à la mairie, et de Teetske Willems. Il grandit dans le village d’Augustinusga (commune d'Achtkarspelen) dans le nord-est de la Frise. Il montre un intérêt précoce pour le dessin et de modelage et, dès 1783, il devient l’élève du peintre amateur John Verrier. Van der Kooi est surtout portraitiste. Essentiellement autodidacte, il prend, en 1794, quelques leçons du peintre paysagiste Harmen Wouters Beekkerk à Leeuwarden.
Van der Kooi, qui est issu d’une famille de patriotes, accueille avec enthousiasme la révolution batave de 1795. Le 23 juin 1795, il est élu représentant du peuple de la Frise. Un an plus tard, il est nommé secrétaire de la commune d'Achtkarspelen.
Le 25 septembre 1798, Van der Kooi est nommé Praelector de dessin à l’université de Franeker, afin d'améliorer l’enseignement de dessin scientifique (médecine, mathématiques), qu’il réussit à hausser au niveau académique. On est content de son enseignement, ce qui n’empêche pas qu’il échoue dans ses efforts de fonder une vraie Académie de dessin.
Important pour le développement de Van der Kooi comme portraitiste est un voyage à Düsseldorf en 1804 pour y étudier les grands maîtres.
En avril 1805, il se marie à Jetske Hayes, la fille d'un fermier de Bergum. Sa femme meurt jeune en couches à la naissance de leur troisième fils, 1809.
En 1808, il gagne le prix du genre de la première exposition d'art national à Amsterdam avec La Lettre d'amour, ce qui lui vaut des commissions pour des portraits. En août 1809, il devient correspondant de la quatrième classe de l'Institut royal néerlandais des sciences, lettres et arts d'Amsterdam.
Après l’incorporation du royaume de Hollande à l'Empire français en 1810, Napoléon Ier y réorganise l’enseignement universitaire, l’université de Franeker est fermée en 1811, et Van der Kooi perd sa place. En 1813, il quitte Franeker pour habiter Leeuwarden, où il reste jusqu'à sa mort en 1836.
Sa renommée va grandissant et, en 1818, il obtient la commande de quelques portraits du roi Guillaume Ier des Pays-Bas et de son épouse.
Selon ses propres dires, Van der Kooi s’estimait plus apte à l’enseignement qu’à la peinture libre. Ainsi il va donner à Leeuwarden des cours d’art 1826 jusqu'à sa mort. Il a eu une influence certaine sur les peintres de l’époque.